# Dermatosorus schoenoplecti
Dermatosorus schoenoplecti är en svampart som beskrevs av Vánky & R.G. Shivas 2003. Dermatosorus schoenoplecti ingår i släktet Dermatosorus och familjen Anthracoideaceae.   Inga underarter finns listade i Catalogue of Life.